# ميثانية رزمية ميثانية
ميثانية رزمية ميثانية (الاسم العلمي:Methanosarcina methanica) هي نوع من العتائق تتبع جنس الميثانية الرزمية من فصيلة الميثاناوية الرزمية        .	